# Новатус Міроші
Новатус Дісмас Міроші (англ. Novatus Dismas Miroshi, нар. 2 вересня 2002) — танзанійський футболіст, захисник українського клубу «Шахтар» (Донецьк).
Виступав, зокрема, за клуби «Бейтар» (Тель-Авів Бат-Ям) та «Зюлте-Варегем», а також національну збірну Танзанії.

## Клубна кар'єра
Народився 2 вересня 2002 року. Вихованець футбольної школи клубу «Маккабі» (Тель-Авів).
У дорослому футболі дебютував 2021 року виступами за команду «Бейтар» (Тель-Авів Бат-Ям), у якій провів один сезон, взявши участь у 24 матчах чемпіонату. Більшість часу, проведеного у складі «Бейтара», був основним гравцем атакувальної ланки команди.
Своєю грою за цю команду привернув увагу представників тренерського штабу клубу «Зюлте-Варегем», до складу якого приєднався 2022 року. Відіграв за команду з Варегема наступний сезон своєї ігрової кар'єри. Граючи у складі «Зюлте-Варегем» також здебільшого виходив на поле в основному складі команди.
До складу клубу «Шахтар» (Донецьк) приєднався 1 вересня 2023 року на умовах оренди до завершення сезону 2023/24. 

## Виступи за збірні
У 2021 році залучався до складу молодіжної збірної Танзанії. На молодіжному рівні зіграв у 3 офіційних матчах, забив 1 гол.
У 2021 році дебютував в офіційних матчах у складі національної збірної Танзанії.
| Дата       | Місто        | Господарі  | Результат | Гості                            | Турнір                                  | Голи | Примітки |
| ---------- | ------------ | ---------- | --------- | -------------------------------- | --------------------------------------- | ---- | -------- |
| 2-9-2021   | Лубумбаші    | ДР Конго   | 1 – 1     | Танзанія                         | Відбір до ЧС 2022                       | -    | 57'      |
| 7-9-2021   | Дар-ес-Салам | Танзанія   | 3 – 2     | Мадагаскар                       | Відбір до ЧС 2022                       | 1    | 69'      |
| 7-10-2021  | Дар-ес-Салам | Танзанія   | 0 – 1     | Бенін                            | Відбір до ЧС 2022                       | -    | 45'      |
| 10-10-2021 | Котону       | Бенін      | 0 – 1     | Танзанія                         | Відбір до ЧС 2022                       | -    | 27'      |
| 11-11-2021 | Дар-ес-Салам | Танзанія   | 0 – 3     | ДР Конго                         | Відбір до ЧС 2022                       | -    | 45'      |
| 14-11-2021 | Антананаріву | Мадагаскар | 1 – 1     | Танзанія                         | Відбір до ЧС 2022                       | -    | 30'      |
| 23-3-2022  | Дар-ес-Салам | Танзанія   | 3 – 1     | Центральноафриканська Республіка | товариський матч                        | 1    | 74'      |
| 29-3-2022  | Дар-ес-Салам | Танзанія   | 1 – 1     | Судан                            | товариський матч                        | -    |          |
| 4-6-2022   | Котону       | Нігер      | 1 – 1     | Танзанія                         | Відбір до Кубка африканських націй 2023 | -    |          |
| 8-6-2022   | Дар-ес-Салам | Танзанія   | 0 – 2     | Алжир                            | Відбір до Кубка африканських націй 2023 | -    | 55' 82'  |
| 24-3-2023  | Ісмаїлія     | Уганда     | 0 – 1     | Танзанія                         | Відбір до Кубка африканських націй 2023 | -    |          |
| 28-3-2023  | Дар-ес-Салам | Танзанія   | 0 – 1     | Уганда                           | Відбір до Кубка африканських націй 2023 | -    |          |
| 18-6-2023  | Дар-ес-Салам | Танзанія   | 1 – 0     | Нігер                            | Відбір до Кубка африканських націй 2023 | -    |          |
| Усього     |              | Матчів     | 13        |                                  | Голів                                   | 2    |          |

## Досягнення
«Шахтар»
- Чемпіон України: 2023/24
- Володар Кубка України: 2023/24